# 13686 Kongozan
13686 Kongozan este un asteroid din centura principală de asteroizi.

## Descriere
13686 Kongozan este un asteroid din centura principală de asteroizi. A fost descoperit pe 30 august 1997 la Nanyo de Tomimaru Okuni. Asteroidul prezintă o orbită caracterizată de o semiaxă mare de 3,11 ua, o excentricitate de 0,18 și o înclinație de 1,2° în raport cu ecliptica.